# Park Ji-soo (actriz)
Park Ji-soo (nacida el 22 de julio de 1988) es una actriz surcoreana.

## Carrera
Debutó oficialmente como actriz con el personaje principal de Mai Ratima, película en la que también debutó como director el actor Yoo Ji-tae.

## Filmografía

### Cine
| Año  | Título                             | Papel                      | Notas        |
| ---- | ---------------------------------- | -------------------------- | ------------ |
| 2010 | Metáfora                           |                            | Cortometraje |
| 2012 | A Company Man                      | empleada en el dispensario |              |
| 2013 | Harry el Sucio                     |                            | Cortometraje |
| 2013 | Mai Ratima                         | Mai Ratima                 |              |
| 2013 | Neverdie Butterfly                 | amiga de Choi Se-jin       |              |
| 2015 | Sometimes I Want To Be A Porn Star | Hye-ri                     |              |
| 2017 | The End of April                   | Hyeon-jin                  |              |
| 2017 | Glass Garden                       | Soo hee                    |              |

### Serie de televisión
| Año  | Título           | Papel       | Red |
| ---- | ---------------- | ----------- | --- |
| 2014 | The Idle Mermaid | Yoon Jin-ah | tvN |